# Tommy Thompson

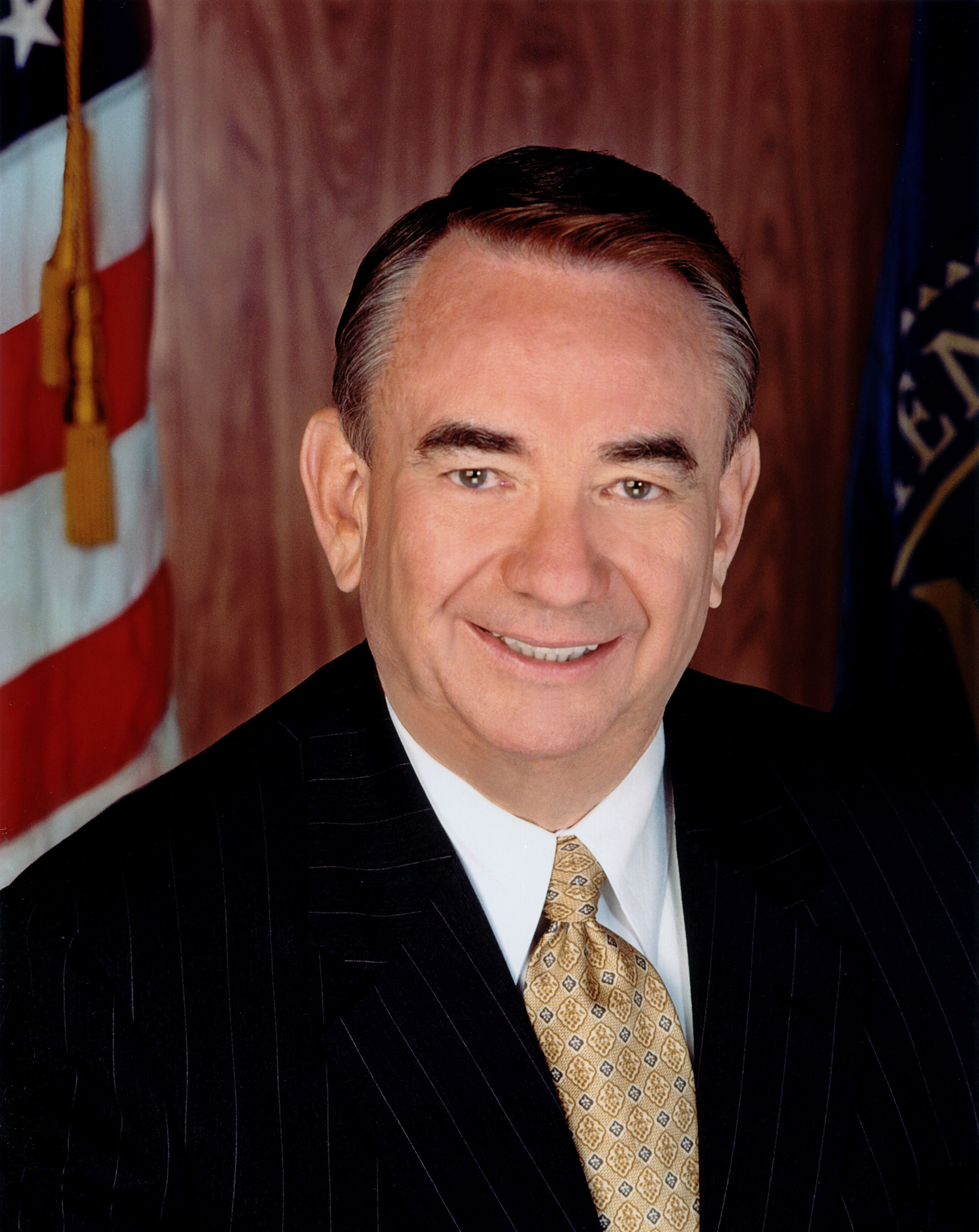
Tommy Thompson

Tommy George Thompson (* 19. November 1941 in Elroy, Juneau County, Wisconsin) ist ein US-amerikanischer Politiker. Er war der 42. Gouverneur des Bundesstaates Wisconsin und fungierte von 2001 bis 2005 als siebter Gesundheitsminister der USA.

## Frühe Jahre und politischer Aufstieg
Thompson wurde in Elroy geboren, wo sein Vater eine Tankstelle und ein Lebensmittelgeschäft führte. Er studierte Jura an der University of Wisconsin in Madison. Thompson ist ein ehemaliger Hauptmann der US Army und war Mitglied der militärischen Reserve.
Im Jahr 1966 wurde er als Republikaner Abgeordneter in der Wisconsin State Assembly. Dort verblieb er bis 1984 und war zeitweise Fraktionsvorsitzender der Republikaner. Bei der Gouverneurswahl von 1986 in Wisconsin schlug er den demokratischen Amtsinhaber Tony Earl und trat am 5. Januar 1987 dessen Nachfolge an.

### Gouverneur von Wisconsin
Thompson wurde als bislang einziger Gouverneur viermal in Folge für jeweils vier Amtsjahre in dieses Amt gewählt. Damit amtierte er 14 Jahre lang bis zum 1. Februar 2001 und wurde danach Gesundheitsminister. Er erhielt in diesen 14 Jahren zahlreiche Auszeichnungen und Ehrungen. Er war Mitglied mehrerer Gouverneursvereinigungen.

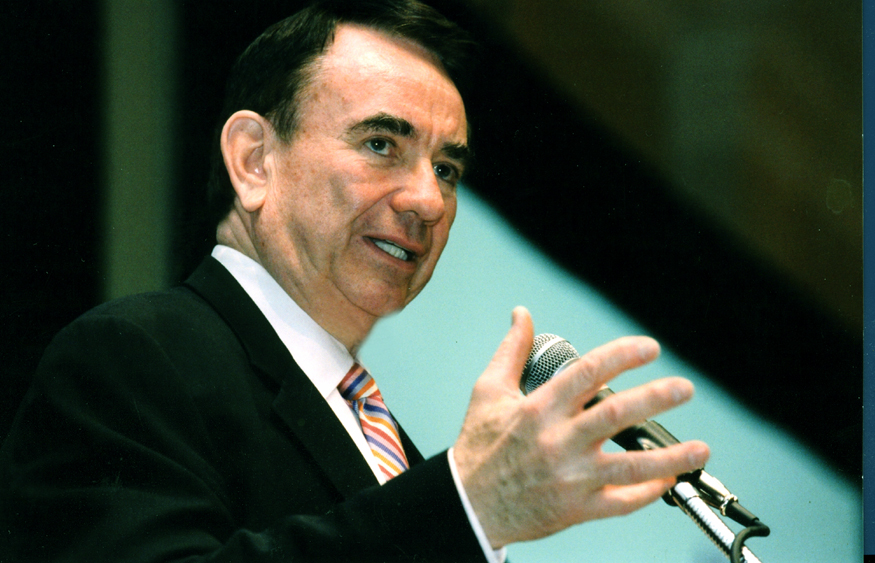
Tommy Thompson bei einer Rede

Während seiner 14 Jahre als Gouverneur von Wisconsin war Thompson bekannt für die Förderung von Schulauswahlprogrammen. Im Jahr 1990 führte Thompson das erste staatsweite Elternschulwahlprogramm ein, das Familien erlaubte, ihre Kinder in Privatschulen oder öffentliche Schulen ihrer Wahl schicken zu können.
Ebenfalls bekannt ist sein 1996 gestartetes Programm „Wisconsin Works“ oder „W-2“. Das Programm verlangte von Arbeitslosen die Annahme einer Arbeit, bot aber zur gleichen Zeit Dienste an und gab finanzielle Unterstützung. So sollte die Rückkehr Arbeitsloser in den Arbeitsmarkt erleichtert werden. Die Hilfe bestand dabei in Unterstützung bei der Kinderpflege, Gesundheit und Mobilität sowie Fortbildungsmaßnahmen. Das Programm galt als erfolgreich und vorbildhaft: Wisconsins monatliche Ausgaben im Sozialhilfebereich sanken um 90 Prozent und die wirtschaftliche Lage der Teilnehmer von „W-2“ verbesserte sich. Ähnliche Programme wurden danach in anderen US-Staaten durchgeführt. In Deutschland verwies der hessische Ministerpräsident Roland Koch auf dieses Programm als Vorbild. Allerdings hatten zu diesem Zeitpunkt unabhängige Institute in den USA in einem Gutachten bereits das totale Scheitern dieses so genannten „Zukunftsmodells“ festgestellt. Der Deutsche Städte- und Gemeindebund kam in seiner Einschätzung vom November 2003 zu einem ähnlichen Ergebnis.
Der DStGB zog folgendes Fazit: „Der von drei politisch unabhängigen Instituten [gemeint waren: Interfaith Conference of Greater Milwaukee, the Center for Economic Development at the University of Wisconsin-Milwaukee, und Institute for Wisconsin's Future] verfasste Bericht „Passing the Buck“ [„Einem anderen den Schwarzen Peter zuschieben“] belegt im Ergebnis, dass ehemalige Sozialhilfeempfänger keineswegs den Einstieg in die Arbeitswelt geschafft haben, wie man von der sinkenden Zahl der Sozialhilfeempfänger annehmen könnte, sondern dass die meisten schlicht und ergreifend von der staatlichen Hilfe zur Caritas übergewechselt sind. Auch auf dem Arbeitsmarkt wurden nicht die gewünschten Effekte erzielt. Die Kosten für Sozialleistungen sind erheblich gestiegen. Selbst in Wisconsin mit vergleichsweise günstigeren Ausgangsbedingungen ist das „Welfare-to-Work“-Modell gescheitert.“
1996 stand er auf der Liste möglicher Vize-Präsidenten des republikanischen Kandidaten Bob Dole, zusammen mit New Jerseys Gouverneurin Christine Todd Whitman, Texas’ Gouverneur George W. Bush, Michigans Gouverneur John Engler sowie Jack Kemp, wobei Thompson mit John Engler eine wichtige Rolle im Wahlkampf spielte.

### Gesundheitsminister der Vereinigten Staaten
2001 berief der neugewählte Präsident George W. Bush Thompson als Gesundheitsminister (Secretary of Health and Human Services) in sein Kabinett. Daraufhin trat Thompson am 1. Februar 2001 als Gouverneur zurück. Er versuchte auf diesem Posten, mehr privates Geld für die nationalen Gesundheitsinstitutionen (National Institutes of Health) zu werben, und reorganisierte Medicare und Medicaid zugunsten von mehr privater Vorsorge. Durch Auflösung von Rücklagen konnten zudem 1,8 Millionen niedrigverdienende Amerikaner krankenversichert werden. Nach den Anschlägen vom 11. September 2001 verstärkte Thompson auch Vorbereitungen auf Bioterrorismus. Der nach der Wahl 2004 berufenen zweiten Regierung George W. Bushs gehörte Thompson nicht mehr an; sein Nachfolger wurde Michael Leavitt.

### Präsidentschaftskandidatur
Am 1. April 2007 gab er seine Kandidatur für das Präsidentenamt 2008 bekannt, die er im August 2007 mangels Unterstützung wieder aufgab.

### Weiteres
Tommy Thompson hat mit seiner Frau Sue Ann Thompson drei Kinder. Ein Sohn, Jason Thompson, erlangte kurzzeitige Aufmerksamkeit, als er bei einem Brunch dazu aufrief, Präsident Obama „zurück nach Kenia“ zu schicken. Er musste sich später dafür entschuldigen.